# Salang Baru
Salang Baru is een bestuurslaag in het regentschap Aceh Tenggara van de provincie Atjeh, Indonesië. Salang Baru telt 387 inwoners (volkstelling 2010).